# Luz y sombra
A Luz y sombra (spanyol, jelentése: ’Fény és árnyék’) a Televisa által 1989-ben készített mexikói filmsorozat Thalía főszereplésével, akinek egyben első főszerepe; a producer Gonzalo Martínez Ortega. A fontosabb szereplők között van még Alberto Mayagoitia (Thalía párja, Tomás José szerepében), valamint Enrique Álvarez Félix, az egyik legnagyobb mexikói színésznő, María Félix (†2002) fia.
A telenovellában Thalía, Alma szerepében, egy fiatal lányt alakít, akinek legnagyobb vágya, hogy egyszer fontos személlyé váljon, ám ehhez számos akadályon kell keresztülküzdenie magát. A történetnek nem volt túl népszerű fogadtatása Mexikóban; Thalía szerint bukás volt a karrierjében.
Magyarországon nem vetítették.